# Хладнокровное убийство (фильм, 1967)
«Хладнокровное убийство» или «Хладнокровно» (англ. In Cold Blood) — криминальная драма режиссёра Ричарда Брукса, вышедшая на экраны в 1967 году. Лента снята по одноимённому роману американского писателя Трумена Капоте (1966), написанному на основе реального преступления, совершённого в ноябре 1959 года; в сюжет был добавлен вымышленный персонаж, репортёр Билл Дженсон, роль которого исполнил Пол Стюарт. В главных ролях снялись Роберт Блейк, Скотт Уилсон и Джон Форсайт. Картина снималась в тех местах, где произошло преступление, включая печально известный дом Клаттеров, в котором было совершено массовое убийство. Премьера фильма состоялась 14 декабря 1967 года.
Лента получила четыре номинации на премию «Оскар» и ряд других наград и номинаций. В 2008 году она включена в Национальный реестр фильмов, обладая «культурным, историческим или эстетическим значением». По версии Американского института кино, картина занимает 8-е место в списке 10 лучших судебных драм.

## Сюжет
Осень 1959 года, Холкомб, штат Канзас. Недавно освободившиеся бродяги Перри Смит (Роберт Блейк) и Ричард "Дик" Хикок (Скотт Уилсон), написавший напарнику письмо о выгодном деле, решают встретиться 14 ноября. Перри звонит преподобному Джеймсу Посту в государственную тюрьму Канзаса и сообщает, что ждёт Вилли Джея, освободившегося условно, на автобусной остановке, тот советует нарушившему подписку и бросившему работу Смиту не пересекать реку, дабы не быть арестованным. Параллельно демонстрируются будни семьи Клаттеров — Герберта, его жены Бонни, дочери Нэнси и сына Кеньона. В ванной комнате Смит представляет несбывшуюся мечту — выступление в Лас-Вегасе с переливающейся афишей перед зрителями, места которых пустуют, с песнями под гитару. За этим занятием его застаёт Хикок и забирает на машине. Тот придумывает план по ограблению Клаттеров, держащих на ферме 10 000 долларов наличными в стенном сейфе кабинета. Об этом ему сообщил сокамерник Флойд Уэллс, осуждённый на пять лет за ограбление, батрачивший на семью, и прибывший после перевода Смита. По дороге Смит вспоминает печальный эпизод семилетней давности — аварию на мотоцикле, в которой он повредил ногу, отчего страдает хронической болью в травмированных конечностях и вынужден принимать большие дозы аспирина.
В магазине сообщники покупают изоленту, резиновые перчатки и моток верёвки, Хикок ворует пачку лезвий для бритвы, ибо воровство, по его словам, "национальная черта", и начни отлавливать подобных ему — пересажают всю страну. Смит сетует, что в магазине не оказалось чёрных чулок для масок, на что Хикок даёт понять, что свидетелей они оставлять не намерены. Перри вспоминает неприятный эпизод проживания в католическом детском доме, после которого он перестал принимать религию и священников. Тот мечтает после дела уехать в Мексику. Герберт Клаттер застраховывает свою жизнь в компании "New York Life" на 40 000 долларов, в случае смерти сумма удваивается. Хикок говорит Смиту, что взял именно его, т.к. тот прирождённый убийца, вспоминая случай в Вегасе. Играя на гитаре и смотря на маленькие ботиночки, висящие у лобового стекла, Смит вспоминает детство на ферме, как мать-индианка катала его на лошади. Хикок без сожаления говорит, как бросил девушку, родившую от него.
Наступает 15 ноября. Клаттеры укладываются спать. Доехав до Ривер-Вайли, сообщники гасят фары. Смит предлагает уехать, пока не поздно, но Хикок непреклонен. Последней ложится прихорашивавшаяся у зеркала Нэнси.
Утром следующего дня ферму посещают подруга Нэнси и владелица дома, девушка, увидевшая наверху что-то ужасное, истошно кричит. Прибывает шериф округа Финни, обнаруживающий наверху и в подвале по два трупа. К дому прибывает две скорые. Расследование убийства поручается четырём детективам из Канзасского бюро расследований — агентам Дьюи, Наю, Дантцу и Чёрчу. Элвин "Эл" Дьюи (Джон Форсайт) назначается ответственным и первым прибывает на место преступления. Семью связали, подобно лошадям, нейлоновой верёвкой, гильзы не обнаружены. Эл считает, что у главы семейства не могло быть сейфа, т.к. тот рассчитывался исключительно чеками. По следам выясняется, что орудовало двое убийц. Мистер Дьюи даёт интервью журналистам — Клаттеру перерезали горло, остальных убили из ружья 12 калибра, отпечатков пальцев нет, женщины не были изнасилованы. Детективы обнаруживают чек на 1700 долларов — первоначальный взнос за страхование жизни. Репортёр Билл Дженсен (Пол Стюарт) расспрашивает детектива, не понимающего мотивов преступников. Владелица дома замечает, что было украдено радио Кеньона Гаррета, по которому в это время сообщники слушают новости, взбудоражившие округу. Смит сетует, что они тащились 400 миль за 43 доллара. Заключённый №14323 Флойд Уэллс слышит по радио о награде в 1000 долларов за информацию об убийцах. В агентстве поступают звонки — жители сообщают о странном незнакомце, наёмном убийце, ревнивом соседе, обо всех, кто кажется им подозрительным.
Одевшись в костюм, Хикок представляет свидетелем на свадьбе друга, их обслуживает Люк Шарп, подбирающий костюм Смиту и случайно обнаруживающий шрам на левой ноге Перри — напоминание о Корейской войне. Хикок выписывает чек на 280 долларов 70 центов — на 88 долларов больше нужной суммы. Затем они таким же методом покупают обручальные кольца, телевизор и видеокамеру, которые сдают в ломбард. У Перри возникает ощущение, что они что-то забыли. Детективы с помощью магнитов пытаются обнаружить выброшенное оружие в близлежащих водоёмах. Двое агентов арестовывают пытавшегося бежать человека, вооружённого ножом и "ремингтоном". Сообщники покидают штат. Следствие быстро понимает, что они поймали не того. Мистер Сэндрю, начальник тюрьмы Лансинга, сообщает о заключённом, готовом к сотрудничеству. Детективы прослушивают запись допроса Уэллса, работавшего десять лет назад на Клаттеров, и знавшего, что глава семьи тратит около 10 000 на ферму, и узнают имя первого убийцы — Хикока. Выдаётся ордер на арест якобы за нарушение подписки и мошенничество.
Сообщники добираются до Мексики. Дьюи навещает Текса Смита (Чарльз Макгроу), отца Перри, одиноко живущего в трейлере и не видевшего сына, получившего три с половиной года за кражу и досрочно освободившегося полгода назад, лет шесть. Его жена Фло изменяла и настраивала детей после него, и умерла, захлебнувшись рвотой после очередной попойки. Мистер Смит бережно хранит развешенные фотографии, с сыном у него были тёплые отношения, он любил рассказывать ему, как однажды они разбогатеют, добывая золото на Аляске, но не сбылось. Всегда делившись с Перри, после смерти он желает завещать имущество ему.
Через две недели вернувшийся в гостиницу Смит сообщает Хикоку план — поехать на Юкатан, продать машину и разбогатеть на подводном дайвинге, обнаружив сокровища Кортеса, воспользовавшись услугами знакомого чистильщика обуви, у которого там живёт брат, но сообщник резко отвергает предложение мечтателя, не умеющего плавать, и планирует вернуться в Штаты. Дженсен сообщает Дьюи о случае с четырьмя убийцами, помещённые в психиатрическую лечебницу, по тем или иным причинам совершивших немотивированные убийства и не забрав ничего ценного. Детектив намерен довести убийц до виселицы.
Пока Перри собирает вещи и пьёт, Ричард развлекается с проституткой. Рассматривая семейные фотографии, Смит со слезами на глазах вспоминает пьяную мать, без стыда перед четырьмя детьми танцующую с другим мужчиной в спальне, ворвавшегося отца, выпоровшего неверную жену ремнём и затем облившего алкоголем. Преступникам не удаётся поймать попутку, тогда Хикок решает украсть автомобиль, водителя должен задушить Смит после слов "Перри, дай спичку". Вначале их игнорирует старик, затем они отказываются сесть к двум темнокожим в машине с открытым верхом. Наконец их подбирает дружелюбный мужчина, они травят байки. От удушения ремнём водителя спасает сигналящий солдат. Най посещает мистера Хикока (Джефф Кори), страдающего раком, и не понимающего, почему сын-спортсмен встал на скользкую дорожку. У него обнаруживают ружьё и нож Дика. Отец верит, что в сыне много хорошего — видели бы они, как тот играет со своими детьми.
Замёрзшие сообщники укрываются в сарае, Смит понимает, что они "живой пример того, что преступления не окупаются". Он отказывается разделиться и грозится убить Хикока, если тот откажется отправится в Вегас, забрать деньги и сесть на первый попавшийся корабль. Они крадут автомобиль и вскоре меняют на нём номера. Дьюи сообщают о прибытии преступников, купивших шины по "палёному" чеку. Постам дают номер угнанного автомобиля. Преступники возвращаются в Канзас, подбирая по дороге внука с дедушкой Джоном, едущим в Калифорнию к его сестре. Мальчик даёт две пустые бутылками Кока-Колы, которые они собирают и продают по три цента, дабы прокормиться. Воодушевлённый Смит понимает, что это и есть сокровища Кортеса, помогает  собирать многочисленный утиль, вскоре к ним присоединяется Дик. Бутылки продают за 12.60, деля выручку пополам и прощаясь. За преступниками увязываются случайно заметившие их полицейские.
Напарники добираются до Лас-Вегаса, желая разбогатеть на азартных играх, но попадают за решётку за вождение угнанного автомобиля, нарушение условно-досрочного освобождения и плату недействительными чеками. На допросе Хикок решает отсидеть срок и больше никогда не попадаться. Смит говорит об уехавшей из Форт-Скотта сестре, которая должна была ему денег, Хикок поддерживает легенду — 14 ноября в субботу они пошли на почту, дабы разыскать её адрес. Смита пытаются подловить на описании проституток, услугами которых пользовались сообщники. Кларенс Дантц (Джеймс Флавин) сообщеает о трёх ошибках уголовников — есть свидетель убийства, у них "дохлое алиби", т.к. у Смита нет сестры в Форт-Скотт, и в субботу почта города не работает, и есть фотографии кровавых отпечатков обуви. Дьюи говорит Смиту, что завтра Нэнси Клаттер исполнилось бы 17. За три часа допроса тот не желает признаваться, несмотря на нестыковки в показаниях. Дантц сверяет ботинки Дика с фотографиями, тот не выдерживает и сваливает всё на сообщника, после чего падает в обморок.
Конвоирующий Смита Дьюи обвиняет во всём его, т.к. ему не привыкать убивать — того парня в Вегасе он насмерть забил велосипедной цепью. Детектив даёт преступнику прикурить, тот сообщает подробности убийства.
Преступники прибыли около полуночи, Перри зарядил дробовик, затем они проникли через незапертую дверь, закрыв жалюзи, взяли в плен главу семейства, отвели в офис. Смит оборвал провода двух телефонов — здесь и на кухне. Узнав, что никакого сейфа нет, Хикок отвёл Герберта в спальню, забрал 30 долларов и отказался брать чек. Смит замечает на втором этаже Нэнси. Пленнику дают очки и ведут наверх. Миссис Клаттер также говорит, что сейфа нет, Перри понимает, что Уэллс соврал, после чего связывает супругов и приведённых сообщником детей. Дик запирает женщин, отца с сыном отводят в подвал, где Смит подвешивает Герберта за руки и привязывает лежащего Кеньона с залепленным ртом к дивану. Дик тщетно пытается отыскать сейф за фотографиями, простукивая стену. Смит кладёт мистера Клаттера на матрац, завязывает ноги и залепляет рот скотчем, после чего связывает ноги женщинам. Бонни Клаттер говорит, что боится Хикока, и просит не трогать дочь. Перри видит, как напарник хочет изнасиловать девочку, и останавливает его, говоря забрать приёмник. В разговоре с Нэнси он узнаёт, что та в следующем году пойдёт учиться в колледж музыке и искусству и любит лошадей, на что говорит, что отучился три класса, играет на гитаре и немного рисует, также его мама и папа были чемпионами родео. Пока он достаёт закатившийся под кровать доллар из кошелька Нэнси, тот удаётся выбежать из комнаты. Осознавая, что он ползает с больными ногами за жалкой монетой, он говорит Дику, что это смешно, что это только между ними, а семья ни при чём, но, внезапно вспомнив вооружённого ружьём отца, целившегося в кого-то со словами "Посмотри на меня, хорошенько посмотри. Видишь меня в последний раз", он перерезает Герберту горло, после чего добивает из дробовика, и пристреливает Кеньона, Бонни и Нэнси.
Смит признаёт, что всё это было бессмысленно, что мистер Клаттер казался отличным человеком, пока он не перерезал ему горло. По прибытии преступников отводят в зал суда. Прокурор требует смертной казни, т.к. в случае пожизненного заключения через семь лет убийц, оценивших жизни убитых по 10 долларов за человека, уже могут выписать под подписку. Обвинитель зачитывает "Исход 20:13" — "Не убий", и "Книгу Бытия 9:12 — "Кто прольёт кровь человеческую, того кровь прольётся рукою человека", после чего с силой закрывает Библию.
Дженсен пишет: "За четыре часа созвали присяжных. Обвинение три дня представляло дело, защита говорила полтора часа, присяжные вынесли вердикт за 40 минут."
Преступников конвоируют в тюрьму, где помимо них смертной казни ждёт ещё 200 человек.
"Перри и Дик находятся в колонии строгого режима, полностью изолированные от мира. На втором этаже — камеры смертников. В окно видно бейсбольное поле, а дальше за стеной — старый склад с жестяной крышей.
На складе оборудована виселица, называемая "Углом". Убийц должны казнить 13 мая, пятница, в 0:01.
"Ни один из них не совершил бы такого преступления в одиночку, но вместе они создали третью личность, которая совершила убийство."
От любящего читать сокамерника Энди, пухлого заключённого в очках, Дик узнаёт, что при повешении человек ломает шею и гадит в штаны. Смит предаётся рисованию.
"День казни, пятница 13-е, наступил и прошёл. В "Угол не пошёл никто. Перри и Дик подали апелляцию, как обычно. Меру не изменили, как обычно. Исполнение высшей меры затягивается на годы, как обычно. Таково течение дел в колонии смертников. Душ — один человек за сеанс раз в неделю, бритьё — дважды в неделю. Безопасную бритву выдаёт охранник, для безопасности. Ни радио, ни кино, ни телевизора. Нет карт, игр, тренировок. Никаких зеркал, бутылок и стёкол. Ни вилок, ни ножей. Самоубийство исключено. Можно есть, спать, писать, читать, думать и мечтать. Можно ещё молиться, но в основном здесь просто ждут."
Перри много читает, Хикок пишет. Дик сообщает Дженсену, пишущему книгу о преступниках, что ожидающего два года казни Энди, убившего сестру, выстрелившего в мать 6 раз, а в отца — 17, газеты прозвали "Милейшим человеком в Канзасе". Сокамерники Ронни и Джим, убившие семерых, машут репортёру через решётку. С Перри же, протестующим против повешения, никто не дружит. Хикок не видит в мести через казнь что-то плохое, но надеется, что его не казнят, после чего благодарит Дженсена за принесённые журналы. Смит в разговоре с преподобным Джеймсом Постом сетует, что в тот день не встретил на станции Вилли Джея. Будь у него хороший психиатр, его не не выпустили по подписке.
"Вскоре после полуночи в ноябре один из них пошёл в "Угол". Другие смотрели, как он шёл через поле на эшафот. Это был Энди, "Милейший парень в Канзасе". Так отлетает крышка. Они смотрели и ждали, когда пройдёт 19 минут, пока бьётся сердце. Для Энди час пробил. Перри и Дик ждали 5 лет. Их дело трижды было в Верховном суде."
Хикоку, закованному в наручники с цепью и ремнями, зачитывают постановление Верховного суда Канзаса — "Суд постановляет привести в исполнение высшую меру наказания для Ричарда Юджина Хикоку, назначенную ранее судом округа Финни в среду, 14 апреля 1965 года" в период с полуночи до двух часов. На казни присутствуют репортёры. Преподобный читает молитву в камере Смита. Перри боится обделаться, ему позволяют сходить в туалет, сняв ремни. Дженсен сообщает молодому журналисту, что услуги палача стоят 300 долларов за человека. Последними словами Хикока были: "Я только... Я не держу на вас зла. Вы отправляете меня в самый лучший мир. До скорой встречи."
Перри возвращает Джиму "Трактат о человеке и природе" и просит послать его отцу морские карты — может, ему повезёт. Однажды у них почти получилось — на Аляске они построили охотничий домик для туристов, но ни одного посетителя не было. Отцу было стыдно смотреть в глаза сыну. Внезапно он назвал Перри, поедающего печенье, жадной свиньёй, тот схватил отца за горло, но тот вырвался и наставил на него ружьё. То оказалось разряжено, и отец заплакал, как маленький ребёнок. По возвращении Перри обнаружил запертую дверь и выброшенные в сугроб вещи, после чего навсегда ушёл. "Мне будет очень не хватать этого несчастного старика и его безнадёжных мечтаний." Преподобный говорит, что рад тому, что Смит примирился с отцом, на что тот отвечает, что и ненавидит, и любит его.
Труп Хикока спускают с виселицы, срезав верёвку, и кладут в катафалк. Дженсен понимает, что разрушено три семьи, будет продано больше газет, сказано больше речей, принято больше законов, все будут винить друг друга, а в следующем месяце и году всё повторится вновь. Перри зачитывают то же постановление. Перри говорит: "Я бы хотел извиниться. Но перед кем? Перед кем?". Преподобный читает молитву, Смита ставят под люком и закрепляют ноги ремнями. Оглядывающемся преступнику кажется, что готовящий виселицу палач в костюме и шляпе оказывается его отцом, на глазах которого выступают слёзы. Перри закрывают лицо мешком и поддерживают натянутую петлю. Слышен стук его сердца. Люк открывается, от падения ломается шея. Тело немного подскакивает вверх. Удары сердца становятся всё реже, и в конце-концов прекращаются.

## В ролях
Скотт Уилсон - Ричард Юджин "Дик" Хикок
Роберт Блейк - Перри Смит, сообщник Хикока
Джон Форсайт - Элвин "Эл" Дьюи, детектив
Пол Стюарт - Билл Дженсен, репортёр "Weekly"
Джефф Кори - мистер Хикок
Джеймс Флавин - Кларенс Дантц, детектив
Чарльз Макгроу - Текс Смит, отец Перри
Шеллдон Оллман - Преподобный Джим Пост

## Награды и номинации
- 1967 — премия Национального совета кинокритиков США за лучшую режиссуру (Ричард Брукс), а также включение в десятку лучших фильмов года.
- 1968 — участие в конкурсной программе кинофестиваля в Карловых Варах.
- 1968 — 4 номинации на премию «Оскар»: лучший режиссёр (Ричард Брукс), лучший адаптированный сценарий (Ричард Брукс), лучшая музыка (Куинси Джонс), лучшая операторская работа (Конрад Холл).
- 1968 — номинация на премию «Золотой глобус» за лучший фильм — драма.
- 1968 — премия «Давид ди Донателло» в категории «Лучший иностранный режиссёр» (Ричард Брукс).
- 1968 — номинация на премию Эдгара Алана По за лучший фильм (Ричард Брукс).
- 1968 — номинация на премию Гильдии режиссёров США за лучшую режиссуру художественного фильма (Ричард Брукс).
- 1968 — номинация на премию Гильдии сценаристов США за лучшую американскую драму (Ричард Брукс).